# Burg Heiningen
Das unauffindbare Bürgle von Heiningen lag nordöstlich von Heiningen, einem Stadtteil der Großen Kreisstadt Backnang im Rems-Murr-Kreis in Baden-Württemberg. Über das Aussehen der Anlage, von der nur noch ein Flurname zeugt, ist so gut wie nichts mehr bekannt.

## Lage
Nordöstlich von Heiningen liegt zwischen der Kreisstraße K 1907, der Landstraße L1080 und der Oberndorfer Straße ein Gewann mit dem Flurnamen Birkle, welches in früheren Zeiten Bürgle genannt wurde. Der flache Hügel wird heute landwirtschaftlich genutzt.

## Geschichte
Über die Geschichte des Bürgle ist heute so gut wie nichts mehr bekannt. Heiningen gilt als eine der ältesten Siedlungen im Rems-Murr-Kreis. In Heiningen hatte sowohl das Haus Baden als auch das Geschlecht derer von Wolfsölden Besitztümer. Dies geht aus einem Schenkungsvertrag von 1134 hervor: Markgrafen Hermann III. von Baden und seine Gemahlin Bertha beschenkten 1134 das Stift Backnang mit einem Gut in Heiningen (in pago Huningen). Der Vertrag wurde von Siegfried II. von Wolfsölden, dem damaligen Bischof von Speyer, genehmigt. Der Vertrag spricht weiterhin davon, dass die Brüder Konrad und Otto von Wolfsölden zwei Häuser in Heiningen als Lehen besitzen sollen. Es ist nicht sicher ob damit auch feste Häuser gemeint sein könnten. Auch ein Ortsadliger Gernold von Heiningen (Hüningen) wird 1414 erwähnt. Ob sein Geschlecht die Burg erbaut hat, ist unklar. Später fiel Heiningen an das Haus Württemberg.
Der württembergische Topograph und Archäologe Karl Eduard von Paulus führte das Bürgle 1871 ohne nähere Beschreibung unter den Altertümern des Oberamts Backnang auf. In dem Sammelwerk Die Burgen im Rems-Murr-Kreis von Gerhard Fritz und Roland Schurig ist das Bürgle nicht enthalten.